# フィリップ・コンティシーニ
フィリップ・コンティシーニ（仏: Philippe Conticini、1963年8月16日 - ）は、フランス・ヴァル＝ド＝マルヌ県ショワジー＝ル＝ロワ生まれのフランス人の料理長でパティシエ/シェフパティシエである。
彼の、スイーツはもとより料理の卓越した作品から、彼の同輩にそしてメディアから、フランスを始め世界中のコンテンポラリー・ガストロノミー界のイコンの一人と謳われている。
フランス、アメリカ、日本での創作活動を通じ4つの発明をし世界の料理を変えた。とりわけ1994年の、伝統的には皿に平らに載せるものを縦に重ねて出すというヴェリーヌの技法が挙げられる。
数々の恩賞を受け、星付きレストラン（ラ・ターブル・ダンヴェール、ペトロシアン等）での活躍を経て、現在La Pâtisserie des Rêves.（ラ・パティスリー・デ・レーヴ）の共同設立者、シェフ・パティシエを兼任。彼は今、作品を通じて感性を表現し、味覚の作業を大衆化させることに力を注いでいる。
メディアに出ることも多く、2012年にはフランスのテレビ局M6の Le Meilleur pâtissier (トップ・パティシエ)という番組に、2013年にはフランス2の Qui sera le prochain grand pâtissier ?(次なるパティスリーの巨匠は誰だ？)に出演した。

## 略歴

### 青少年期〜見習い期
1963年8月16日にショワジー・ル・ロワに生まれ、ヴィトリー（ヴァル・ド・マルヌ県）の両親のレストランRestaurant du Rocher、続いてヴィルモンブル（セーヌ・サン・ドニ県）のミシュランの星付きレストランRestaurant du Parcの厨房で少年時代をすごす。ロワッシーのマキシムでパティスリーを始めるほんのわずか前に、アラン・デュトゥルニエのトゥルーガスコン（ミシュランの二つ星）にキュジニエの見習いとして入り、そのキャリアをスタートさせたのは1980年のことである。
パティスリー、グラスリー、ショコラのCAPのディプロマを獲得後、1983年からジャック・シボワのグレイ・ダルビオン（ミシュランの二つ星、ゴー・ミヨで19/20）でパティシエとして働き、1985年にはペルティエに移る。

### 上昇期
1986年5月、レストラン　ラ・ターブル・ダンヴェール（ミシュランガイド一つ星、ゴー・ミヨで17/20）を開き1998年まで共同オーナーとシェフ・パティシエを務める。ここで料理でよく使われる技法（煮詰めたソース、キュイッソン・ミニュッツ、デグラサージュ、味付け…）をパティスリーに取り込むといったやり方の変革を行う。
1991年にはゴー・ミヨ誌によって今年のパティシエールに選ばれ、1994年には、食べる側がどのように味を感じるかを計算することを可能とし、よって彼の表現したい味を伝えることができるヴェリーヌをパティスリーに応用したことで彼の名声はさらに高まる。
とどまるところを知らない彼の名声により、多くの食品関連企業（Materneマテルヌ1995年、Senobleスノブル2001年から2005年、フェレロ2005年、ネスレ2006年）の料理部門の顧問を務め、＜コンテンポラリー＞スイーツを大衆化させるべく様々なメディアやイベントに参加。1996年に＜＜Des arômes et des hommesアロマと人＞＞（コンテンポラリー・パティスリーの国際会議）の共同企画を行い、アソシエーション＜＜Art et Dessert　アートとデザート＞＞の共同設立者となる。テュリエス・ガストロノミー・マガジンと2年間コラボレイトをし、誌上に毎月自身のコラムをもつ。1997年と1998年にはフランス　デザート杯決勝における審査員長を務めた。

### 国際的知名度
パリとニューヨークで1999年に料理顧問としてのメゾンペトロシアンとのコラボレーションを行い、彼の知名度はフランスの国境を超えた。パリのペトロシアンの料理長に就任し、2年弱でゴー・ミヨの17/20を得ることに成功する。2000年、ペトロシアンで活動しつつニューヨークの7番街カフェ‐ブティックという新しいコンセプトのショップをオープン。ニューヨークタイムスのダイニング・アウトの一面New-York Timesに載り、同誌に8回の連載を受け持つことになる。
2002年、パリと東京のパティスリー　ペルティエとのコラボレーションに再び携わる。2003年1月リヨンに於ける、デザート　ワールドカップのフランスチームのコーチを務める。
2004年には高級デリカの会社エクセプション　グルマンドを設立（2008年まで）、2009年にはパティスリー・デ・レーヴをパリのバック通りに、2010年にはロンシャン通りに、続いて2012年についに日本に上陸。京都と大阪に開店した。

## フィリップ・コンティシーニによる革新
ヴェリーヌ（1994）：料理やデザートを皿に水平に載せるだけでなくグラスに垂直に盛り付ける技法をはじめて発案しガストロノミーとパティスリーの世界を変えた。
大量生産食材をつかったグルメ料理（2004）：大量生産食材を用いた料理を紹介し、ガストロノミーがエリートに限定された食べ物ではないということを知らしめることに重きを置いたプロのシェフの一人。1994年から、ラ・ターブル・ダンヴェールのコカジュにコカ・コーラのジュレを使用している。「誘惑」（2004年）の中ではヌテラを使ったレシピを載せている。その後すぐフェレロが連絡をしてきて、翌年パンに塗るその名のペーストをタイトルにした「センセーション　ヌテラ」を出版。さらに勢いを増し、表紙は不朽の名作アンディ・ウォーフォールのキャンベルスープの缶詰をあえて真似し、大量生産食材を使ったレシピを集めた「おいしさの缶詰」を出版。2007年にはツナ缶を使ったレシピ集「おいしい！ツナ」
を出す。
よみがえるクラシック・スイーツ（2009）：フランスのパティスリーの古典、タルト・タタン、パリブレスト、サントノレを現代人の好む味（甘さ控えめ、さっぱり感（軽め）、深みのある味）に改作を始めたシェフの一人 。
シュークリームバー（2010）：最後の仕上げをその場で行うというコンセプトの“シュークリームバー”をお目見えさせる。これによってシュークリームの構造上（クリームとシュー生地）の食感や、かりっとした外側の生地とメインのクリームと、トッピングするクリームの味といった味質全体を厨房から遠い場所でも復元することができる。これによりシュークリームが一世を風靡し、マカロンやカップケーキに次ぐヒットスイーツの仲間入りをすることとなる　。

## タイトル・受賞歴
- 1991年　ゴー・ミヨにより今年のパティシエに選出。
- 1986年　レストラン　ラ・ターブル・ダンヴェール（パリ9区）がゴー・ミヨーで2001年のエスポワールの中から取り上げられる。
- 2002年　ペトロシアン（パリ7区）がゴー・ミヨで17/20を、ミシュランガイドで一つ星を獲得。
- 2003年　パティスリー　ワールドカップ優勝のフランス代表のコーチに就任。
- 2003年5月　アカデミー・ナショナル・ド・キュイジーヌの名誉会員
- 2004年6月　国家功労勲章シュヴァリエ
- 2010年　フィガロ誌によりパリの最もおいしいパリブレストに選ばれる。
- 2012年　シャルル・プルースト　コンクールの審査員[9]を務める。

## 著作・メディア
彼はシェフとしての活躍や研究活動と平行して、彼の味に関する専門知識を伝えたいと考えた。業界誌だけでなく、多数の著述をおこない、テレビの料理番組（とりわけキュイジーヌ・テレビの「味覚のゲーム」2006年〜）に賛加。フランステレビ局M6の「トップ・パティシエ」、フランス2の「次なるパティスリーの巨匠は誰だ？」というテレビ番組にも出演している。

## 著述目録
- 「有名人の美食レシピ」クリスチャン・コンティシーニ、フィリップ・コンティシーニ共著、パリ、ビラン出版2000年、1989年
- 「120キロやせた」フィリップ・コンティシーニ著、パリ、エディション　ジェリュ、1996年
- 「自由なデザート：ラインはそのままで嬉しい」フィリップ・コンティシーニ、ジャック・フリッカー共著　パリ、エディション　オディール・ジャコブ、1999年
- 「誘惑」フィリップ・ボエ、ブランディン・ボワイエ、フィリップ・コンティシーニ共著、パリ、マラブー出版、2004年(ISBN: 978-2-5010-4302-1)（ストックホルムに於いて、世界で最も優れたシェフのレシピ本賞受賞。フランスの今年の本に選出[10]）
- 「センセーション　ヌテラ」フィリップ・ボエ、フィリップ・コンティシーニ共著、パリ、マラブー出版、2005年(ISBN: 978-2-9146-4570-6)
- 「おいしさの缶詰」フィリップ・ボエ、ブランディン・ボワイエ、フィリップ・コンティシーニ共著、パリ、マラブー出版、2006年　(ISBN: 978-2-5010-4497-4)
- 「クロケ・ムッシュー！」フィリップ・コンティシーニ、パリ、マラブー出版、2007年(ISBN:  978-2-5010-5127-9)
- 「おいしい！ツナ」フィリップ・コンティシーニ、パリ、マラブー出版、2007年(ISBN: 978-2-5010-5586-4)
- 「シェフのヴェリーヌ」フィリップ・ボエ、フィリップ・コンティシーニ共著、パリ、マラブー出版、2008年(ISBN:  978-2-5010-5987-9)
- 「センセーション：288のパティスリーレシピ」フィリップ・ボエ、フィリップ・コンティシーニ共著、パリ、ミネルヴァ出版、2009年(ISBN: 978-2-8307-1200-1)
- 「オリジナル　スペキュロス」フィリップ・コンティシーニ著、パリ、アニエス・ヴィエノ出版、2009年(ISBN: 978-2-3532-6062-1)
- 「デザート：1000レシピ、1000写真」フィリップ・コンティシーニ著、パリ、ソラー出版、2012年(ISBN:  978-2-2630-3172-4)
- 「夢のお菓子屋さん」フィリップ・コンティシーニ著、パリ、グルンド出版、2012年(ISBN: 978-2-3240-0326-4 )
- 「ベスト版フィリップ・コンティシーニ」パリ、アラン・デュカス出版、2012年(ISBN: 978-2-8412-3442-4)
- 「パイ：センセーショナルなパイ40」パリ、ラ・マルティニエール出版2013年(ISBN : 978-2-7324-5663-8)

## プレス
‐“テュリエス　ガストロノミー　マガジン”：マンスリーコラム(Tanganyika)の著者。1996年〜1998年
‐“ニューヨーク・タイムズ”：8連載記事を書く（毎週1記事）2001年
‐“ゼスト（テレビのチャンネル）”2012年9月より、毎号5ページのコラムを書く。

## テレビ
味覚の作業を通じ、質の高い味が誰でも作れるということを伝授しながら、低価格で、一般の人がどこでも手に入れやすい食材を用いていかにおいしく味付けをしていくかを解説するのがこの番組のコンセプトだ。
- 2012年　フランスのテレビ放送局M6の番組「トップ・パティシエ」に携わる。
- 2013年　フランス2の番組「次なるパティスリーの巨匠はだれだ？」、TF1の番組「マスター・シェフ」出演